# Monopis artasyras
Monopis artasyras är en fjärilsart som beskrevs av Edward Meyrick 1931. Monopis artasyras ingår i släktet Monopis och familjen äkta malar.
Artens utbredningsområde är Tibet. Inga underarter finns listade i Catalogue of Life.